# Якубов Сейтмемет
Сейтмемет Якубов (10 травня 1938, с. Кучук-Озенбаш, Крим) — радянський та український художник-кераміст. Член НСХУ (1988).
Закінчив Ташкентський театрально-художній інститут ім. О. Островського (1978).
Працює в галузі декоративно-прикладного мистецтва (кераміка). Основні твори: композиції — «Від Волги до Одеру» (1995), «Кораблі пустелі Каракуми» (1986), «Червона планета» (1986), «Флора та Фауна Узбекистану» (1986), «Весна» (1987).